# Saltillo (Tennessee)
Pour les articles homonymes, voir Saltillo (homonymie).
Saltillo est une municipalité américaine située dans le comté de Hardin au Tennessee.

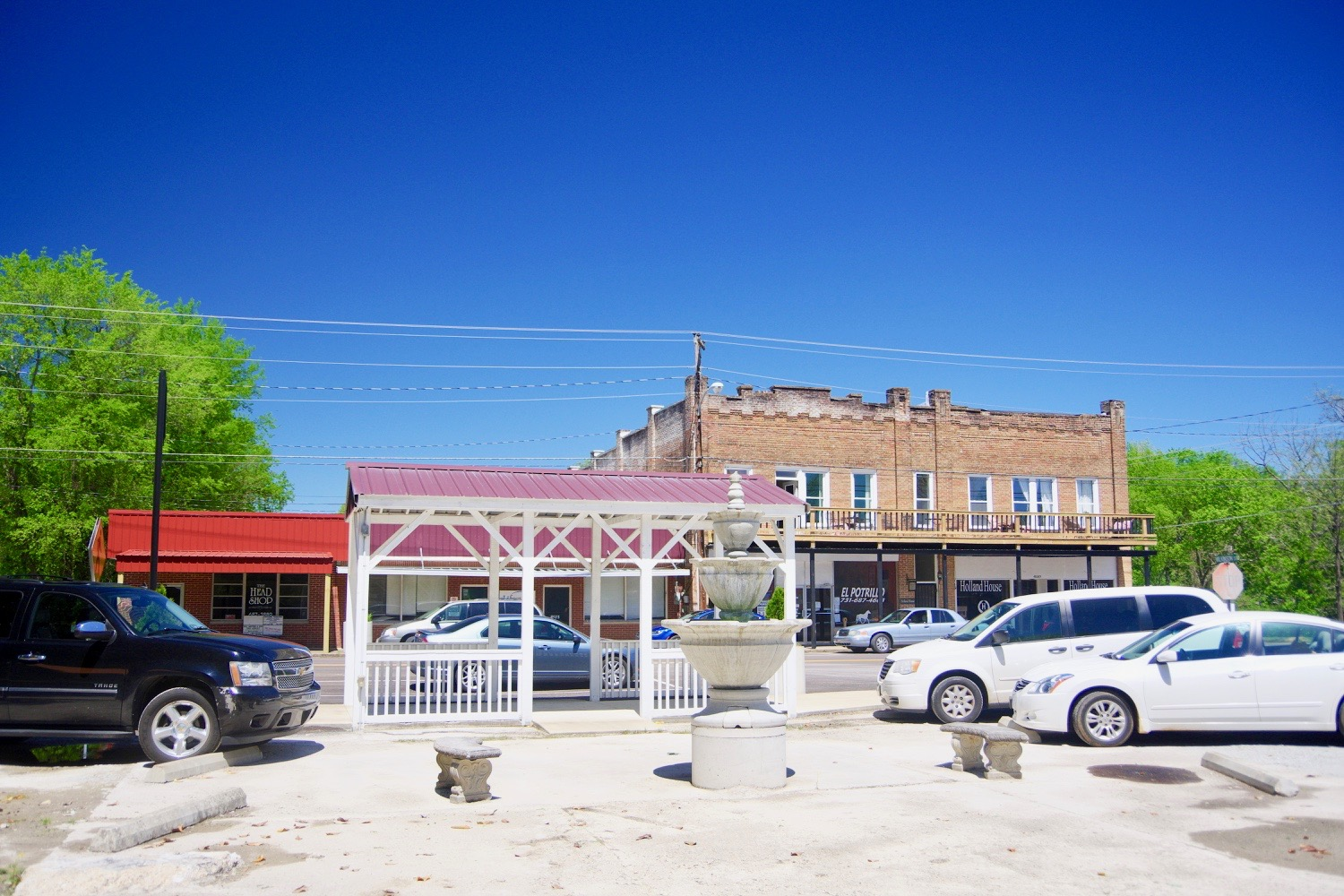
Bâtiments le long de la rue Main

Selon le recensement de 2010, Saltillo compte 303 habitants. La municipalité s'étend alors sur une superficie de 0,92 mille carré (2,38 km2).
Fondée dans les années 1820, la localité est renommée Saltillo en 1849, d'après une bataille de la guerre américano-mexicaine qui s'est dérouloée à Saltillo au Mexique.